# Kazuistika
Kazuistika je popis a výklad konkrétních případů, zpravidla místo teoretické analýzy pojmových znaků (například raná římská právní kazuistika). Ve vztahu k moderním vědám užíván jako synonymum pro případovou studii.
Termín je odvozen z latinského slova casus, které má širokou škálu významů: pád, klesnutí, úpadek, zkáza, škoda, pohroma, v některých frázích i v pozitivním významu případ, příležitost, událost; ablativ casu v latině ustrnul v příslovce s významem náhodně. Občas se v češtině vyskytuje chybná podoba slova kauzistika (přesmyk samohlásky u) ovlivněná kontaminací slovem causa, které v latině má významy příčina, důvod nebo podnět a v právu se používá k označení jednotlivých soudně řešených případů.
Kazuistika se používá především v:
- medicíně jako tzv. případová studie
- klinické psychologii, psychiatrii, sociální práci atd.
- právu, kde označuje výklad práva ve vztahu ke konkrétnímu případu
- etice, kde označuje stanovení zásad pro konkrétní typy případů nebo situací

Vytvoření kazuistiky je součást druhé etapy sociální práce, a to etapy diagnostické. Diagnostická etapa je zaměřena na zjištění a hledání příčin, které vedly k určitému sociálnímu problému. K diagnóze sociální pracovník dospěje na základě záměrných rozhovorů s jedincem a šetřením v domácnosti. Na základě zjištěných poznatků sociální pracovník vytvoří kazuistiku.